# James F. Wilson
James Falconer "Jefferson Jim" Wilson (Newark, 19 de outubro de 1828 – 22 de abril de 1895) foi um advogado e político norte-americano. Ele serviu como congressista republicano dos Estados Unidos pelo 1º distrito congressional de Iowa durante a Guerra Civil Americana e, mais tarde, como senador dos Estados Unidos por dois mandatos por Iowa. Ele foi um pioneiro no avanço da proteção federal dos direitos civis.
Enquanto estava na Câmara dos Representantes dos Estados Unidos, ele se opôs fortemente à tentativa de impeachment do presidente Andrew Johnson em 1867 . No entanto, ele votou pelo impeachment de Johnson em 1868 e atuou como promotor durante o julgamento do impeachment de Johnson.